# Chionaspis lepineyi
Chionaspis lepineyi är en insektsart som beskrevs av Alfred Serge Balachowsky 1928. Chionaspis lepineyi ingår i släktet Chionaspis och familjen pansarsköldlöss. Inga underarter finns listade i Catalogue of Life.